# Zollparlament

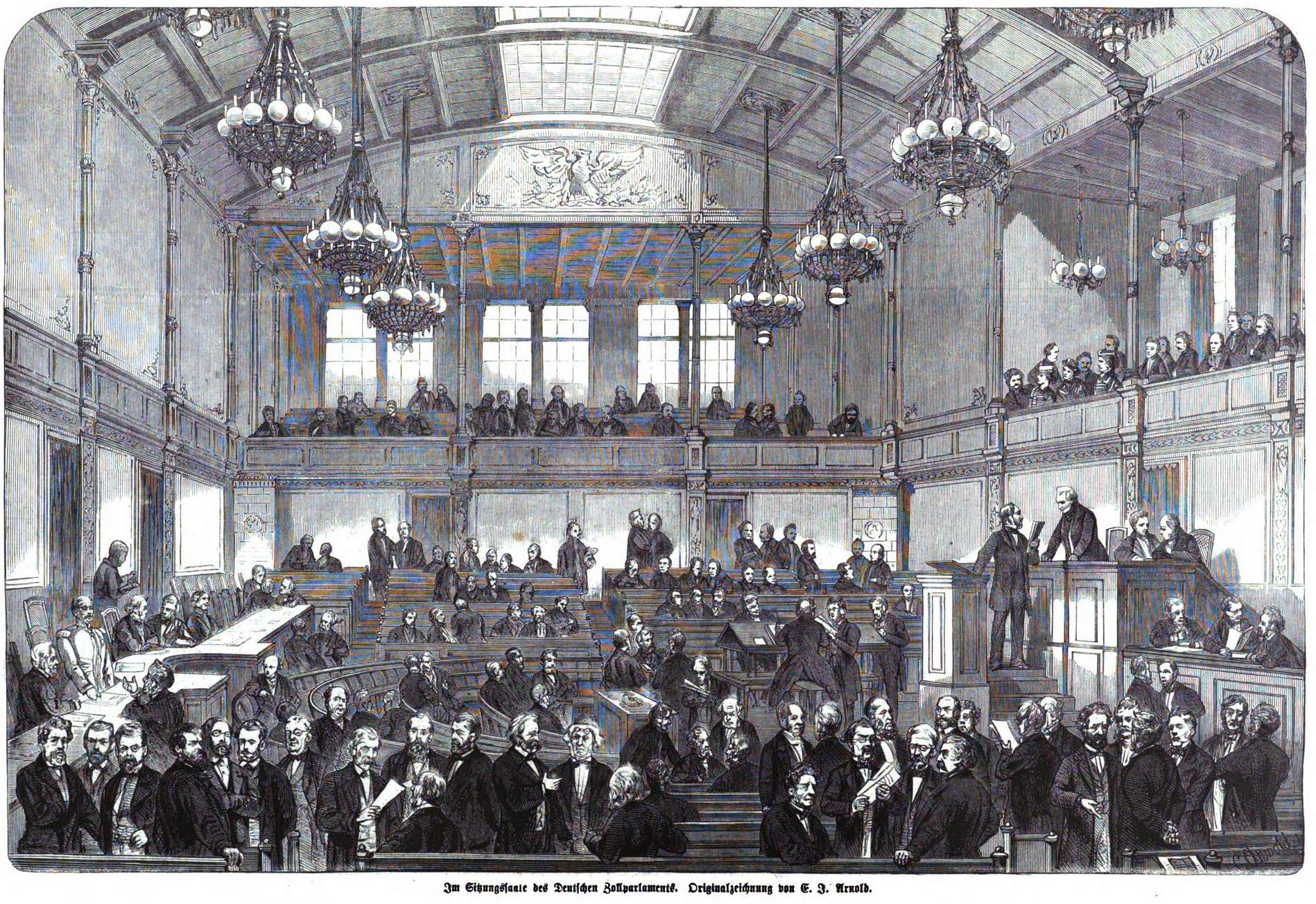
Im Sitzungssaale des Deutschen Zollparlaments
(Grafik von E. J. Arnold)

Das Zollparlament war ein öffentliches Gremium im deutschen Zollwesen, das aus 85 eigens gewählten Abgeordneten süddeutscher Staaten des Deutschen Bundes und den Reichstagsabgeordneten des Norddeutschen Bundes bestand. Das Parlament tagte zwischen 1868 und 1870 und war in den 1860er Jahren Teil eines Reformversuchs des Deutschen Zollvereins.

## Geschichte
Zwischen dem Krieg von 1866 und der Reichsgründung von 1870/1871 war der Umbau des Zollvereins zu einer auch politischen Institution eine Option, um die süddeutschen Staaten enger an den neuen preußisch dominierten Norddeutschen Bund zu binden und so möglicherweise auf längere Sicht der Einheit näher zu kommen. Die Absicht war die Schaffung einer Art Zollbundesstaat. Im Zollbundesrat als Vertretung der Staaten sollte es nur noch für Preußen ein Vetorecht geben. Zusätzlich sollte als neue Institution ein Zollparlament geschaffen werden. Der Vorschlag von Otto von Bismarck sah vor, dass die süddeutschen Staaten 85 Abgeordnete nach dem freien, allgemeinen und gleichen Wahlrecht wählen sollten, die dann zu den 297 Abgeordneten des Reichstages des Norddeutschen Bundes hinzutreten sollten. Grundlage für die Zahl der Mandate waren die Bestimmungen der alten Frankfurter Bundesversammlung. Die süddeutschen Staaten standen dem Plan eher ablehnend gegenüber, mussten aber nach der Drohung Preußens, den Zollverein ganz zu kündigen, und einigen Zugeständnissen an Bayern nachgeben. Das Parlament sollte ein Gegengewicht zum Partikularismus der deutschen Staaten darstellen und die Wahlen zum Parlament sollten, so das Kalkül der preußischen Regierung, ein Druckmittel für einen Nationalstaat werden. Diese Ziele gingen in den Beschluss der Zollvereinskonferenz vom Juni 1867 ein und traten mit dem 1. Januar 1868 in Kraft.

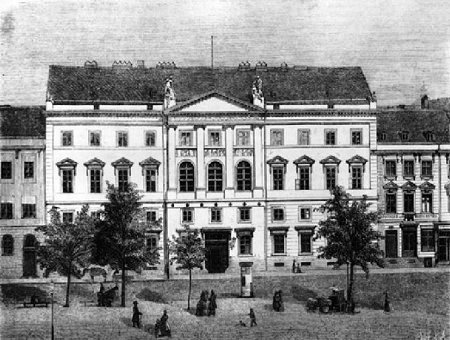
Palais Hardenberg in Berlin (Sitz des preußischen Abgeordnetenhauses und des Zollparlaments)

Auf dieser Basis fand im Februar 1868 die Wahl für die 85 süddeutschen Abgeordneten des Zollparlaments statt. Die Wahlen brachten jedoch nicht, wie erhofft, den Sieg der national-liberalen Bewegung, sondern von antipreußischen Partikularisten. In Bayern gehörten dazu 27 Mandatsträger, nur zwölf Abgeordnete waren für eine kleindeutsche Lösung unter preußischer Führung, hinzu kamen weitere neun mit einer etwas unklaren Position. In Württemberg fielen alle Sitze an die Partikularisten. In Baden standen sechs Partikularisten allerdings acht Kleindeutschen gegenüber, und in Hessen war unter den sechs Abgeordneten kein Partikularist.
Dennoch war das Kalkül Bismarcks, Druck auf die Regierungen auszuüben, damit gescheitert. Tatsächlich wurden die Gegenkräfte innerhalb des Parlaments gestärkt, weil sich die süddeutschen Partikularisten mit den norddeutschen Föderalisten (Welfenanhänger) und Katholiken zusammentaten. Zu einem führenden Sprecher dieser Gruppe wurde mit Ludwig Windthorst ein Katholik aus dem ehemaligen Königreich Hannover. Zusammen mit den Konservativen hatten die Föderalisten, Katholiken und Partikularisten im Zollparlament die Mehrheit. Damit war die Hoffnung gescheitert, über das Zollparlament einem Nationalstaat näher zu kommen. Gleichwohl war das Parlament in gewisser Weise bereits ein Vorgriff auf den Reichstag des Kaiserreichs. Es trat in drei Sitzungsperioden zwischen 1868 und 1870 zusammen und hat vor allem die wirtschaftliche Einheit weiter vorangetrieben. Sitzungsort war das Palais Hardenberg in der Leipziger Straße, das zu dieser Zeit auch Sitz des Abgeordnetenhauses des Preußischen Landtages war.

## Zusammensetzung
- SDAP: 6
- Sonst.: 12
- BKV: 21
- Minderheiten: 12
- DFP: 43
- FV: 15
- Unabh. Lib.: 9
- LRP: 17
- NLP: 97
- Z: 5
- Württemberg: 8
- BP: 28
- DRP: 36
- Unabh. Kons.: 7
- KP: 66

| Politische Richtung | Politische Richtung | Partei                                                     | Partei | Sitze |
| ------------------- | ------------------- | ---------------------------------------------------------- | ------ | ----- |
| Konservative        | Konservative        | Konservative Partei (KP)                                   |        | 66    |
| Konservative        | Konservative        | Freikonservative Vereinigung (FKV)                         |        | 36    |
| Konservative        | Konservative        | fraktionslose Konservative                                 |        | 7     |
| Liberale            | Liberale            | Nationalliberale Partei (NLP)                              |        | 97    |
| Liberale            | Liberale            | Zentrumsfraktion (Altliberale)1)                           |        | 17    |
| Liberale            | Liberale            | Freie Vereinigung (FV)                                     |        | 15    |
| Liberale            | Liberale            | Deutsche Fortschrittspartei (DFP)                          |        | 43    |
| Liberale            | Liberale            | fraktionslose Liberale                                     |        | 9     |
| Föderalisten        | Föderalisten        | Bayerische Patriotenpartei und großdeutsche Konservative   |        | 28    |
| Föderalisten        | Föderalisten        | Bundesstaatlich-Konstitutionelle Vereinigung (BKV)         |        | 21    |
| Föderalisten        | Föderalisten        | fraktionslose württembergische Großdeutsche                |        | 8     |
| Katholiken          | Katholiken          | Klerikale                                                  |        | 5     |
| Arbeiterparteien    | Arbeiterparteien    | Sächsische Volkspartei (SVP)                               |        | 3     |
| Arbeiterparteien    | Arbeiterparteien    | Allgemeiner Deutscher Arbeiterverein (ADAV)                |        | 2     |
| Arbeiterparteien    | Arbeiterparteien    | Lassallescher Allgemeiner Deutscher Arbeiterverein (LADAV) |        | 1     |
| Minderheiten        | Minderheiten        | Polen                                                      |        | 11    |
| Minderheiten        | Minderheiten        | Dänen                                                      |        | 1     |
| Sonstige            | Sonstige            | Sonstige                                                   |        | 12    |
| Gesamt              | Gesamt              | Gesamt                                                     | Gesamt | 382   |

1)

Nicht zu verwechseln mit der Zentrumsfraktion in den Reichstagen des Deutschen Kaiserreichs